# Tony Friel
Tony Friel (Birkenhead, Cheshire, Inglaterra, 4 de mayo de 1958) es un bajista de música new wave, miembro de bandas como The Fall, The Teardrops, The Passage, Contact y Woodband Streetband.
A mediados de la década de 1970, junto a su amigo Martin Bramah, a quien conoció en el colegio, conoció a Mark E. Smith y a Una Baines. Los cuatro coincidieron en intereses musicales y formaron The Fall, con Friel en bajo. Con ellos tocó en su primer sencillo Bingo-Masters' Break-Out y compuso, junto a Smith, la canción "Frightened", que se convertiría en la primera canción su álbum debut Live At The Witch Trials. Su permanencia en la banda duró hasta diciembre de 1977, por el mismo tiempo que la de Una Baines, quien era la tecladista. El dicho primer sencillo se publicó al año siguiente y el primer álbum en 1979, con "Frightened" grabada con otro bajista (Marc Riley) y tecladista (Yvonne Pawlett), aunque está acreditado como compositor de esta canción junto a Smith.
Al dejar The Fall, formó Contact y The Passage. Desde finales de 1978 formó parte de The Teardrops, banda que también incluía a Steve Garvey, bajista de Buzzcocks, y a Karl Burns, su antiguo compañero en Tha Fall como baterista. El grupo lanzó un álbum llamado Final Vinyl en 1980, antes de separarse.
Luego pasó a tocar con bandas de R&B. De ahí ha estado tocando en Woodband Streetband.

## Discografía
- Bingo-Master's Break-out (sencillo) (1978) (con The Fall)
- Future EP (1979) (con Contact)
- Final Vinyl (álbum) (1980) (con The Teardrops)